# Charmes-la-Grande
Charmes-la-Grande ist eine französische Gemeinde mit 160 Einwohnern (Stand: 1. Januar 2022) im Département Haute-Marne in der Region Grand Est (vor 2016 Champagne-Ardenne). Die Gemeinde gehört zum Arrondissement Saint-Dizier, zum Kanton Joinville und zum Gemeindeverband Bassin de Joinville en Champagne. Die Einwohner werden Charmessans genannt.

## Geographie
Charmes-la-Grande liegt etwa 27 Kilometer südlich von Saint-Dizier am Ufer des Flusses Blaiseron. Umgeben wird Charmes-la-Grande von den Nachbargemeinden Morancourt im Norden, Mathons im Nordosten, Brachay im Osten, Charmes-en-l’Angle im Süden und Südosten, Doulevant-le-Château im Westen und Südwesten sowie Baudrecourt im Nordwesten.

## Bevölkerungsentwicklung

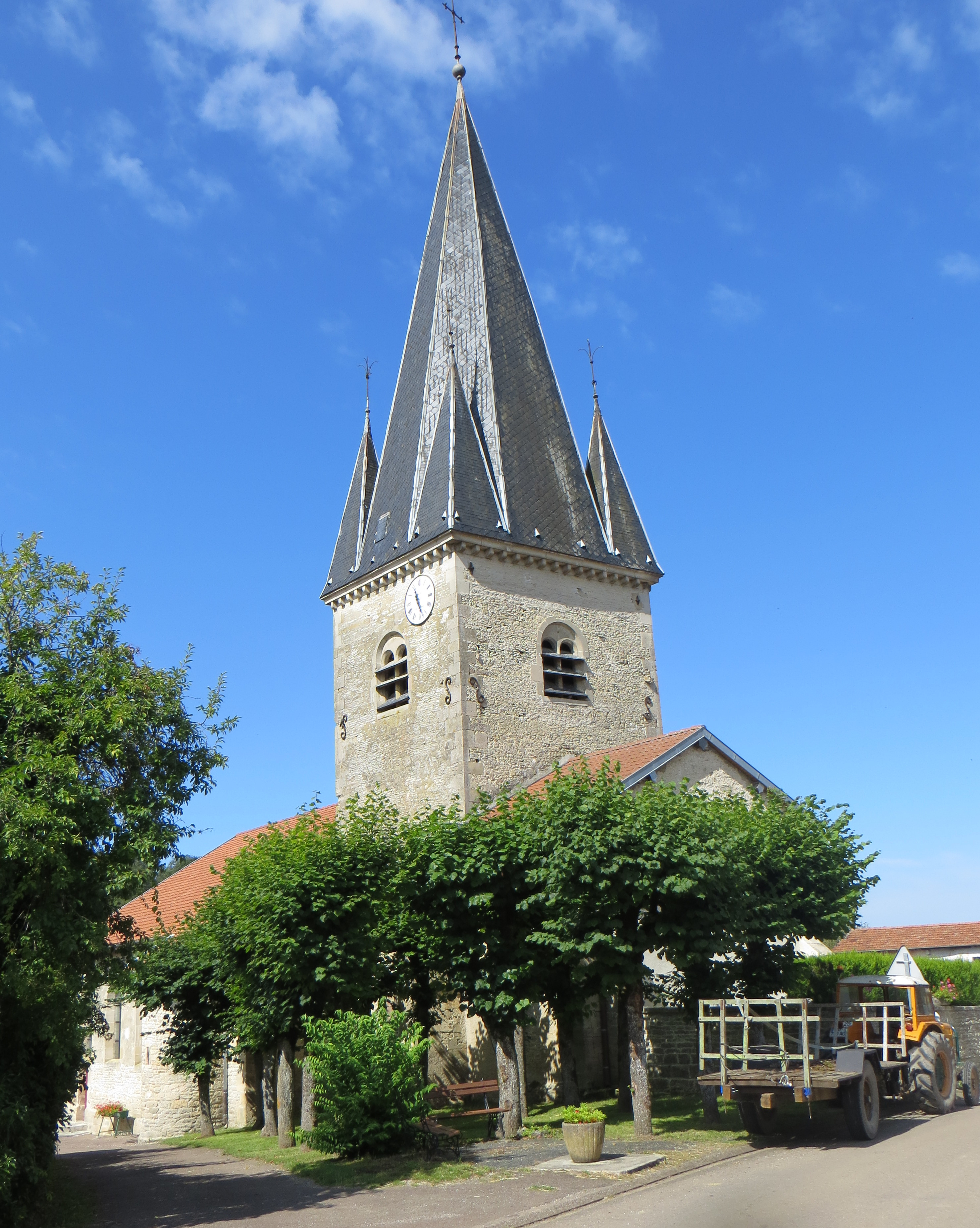
Kirche Saint-Aubin

| Jahr                       | 1962 | 1968 | 1975 | 1982 | 1990 | 1999 | 2006 | 2018 |
| -------------------------- | ---- | ---- | ---- | ---- | ---- | ---- | ---- | ---- |
| Einwohner                  | 217  | 221  | 165  | 150  | 150  | 172  | 168  | 155  |
| Quellen: Cassini und INSEE |      |      |      |      |      |      |      |      |